# Officine Pellizzari e figli
Le Officine Pellizzari e figli erano un'azienda fondata da Antonio Pellizzari nel 1901 a Calavena Bassa di Arzignano Vicenza.
I primi fabbricati furono edificati in via Regina Margherita, oggi via 4 martiri. L'azienda mantenne questo nome fino al 1945 quando il figlio, Giacomo, cambiò la ragione sociale in S.p.A., di cui lui rimase il maggior azionario, rinnovando la struttura e il logo aziendale.
La sede originale è oggi ancora visibile ad Arzignano, con la fabbrica e la casa padronale accanto.

## Storia aziendale
Avviate nel 1901, le Officine Pellizzari e figli, producevano applicazioni per mulini da zolfo, con processo di ventilazione e macinazione, segatrici per legno, essiccatoi per bossoli con pompe e turbine (che videro una grossa crescita dopo il 1905 grazie alle scoperte tecnologiche dell'epoca). L'attrezzatura iniziale era modesta, un motore Oerlikon da mezzo cavallo e un tornio. Nel 1902 i capannoni esistenti erano destinati alla produzione di motori piccoli, alla produzione di pompe e di ventilatori, come testimoniano le piantine degli stabilimenti conservati presso la Biblioteca Giulio Bedeschi di Arzignano. Dal 1902 Giacomo, figlio di Antonio, diplomato al Regio Istituto Alessandro Rossi di Vicenza, gestisce l'azienda e imposta la costruzione dei mulini per zolfo secondo un nuovo processo con ventilazione.
Nel 1904 nascono le prime turbine di tipo Francis e Girard, ad asse verticale, per il comando di un molino, della portata di 20 litri al secondo con 5 metri di caduta; le altre del tipo Francis, della portata di 400 litri al secondo con 4 metri di caduta.
Nel 1912 Antonio Pellizzari viene a mancare lasciando ai figli, Giuseppe e Giacomo (detto "il Barba"), l'azienda.
Nel periodo 1909-1918, la Pellizzari fu una della 29 aziende meccaniche italiane che si convertirono alla produzione di ordini bellici grazie a rapporti diretti con la Mobilitazione industriale italiana. L'azienda si associò alla Cooperativa proiettili di Padova per le pratiche militari e la manodopera, garantendosi il controllo delle proprie maestranze. In seguito ai fatti di Caporetto, le officine venete dovevano chiudere o trasferire le sedi oltre il fiume Po. Lo stabilimento si trasferì a Castellammare di Stabia, lavorando in accordo con i Cantieri Metallurgici Italiani di Napoli. Giacomo Pellizzari mette a disposizione le sue conoscenze aziendali per la costruzione di aeroplani in collaborazione con l'istituto Alessandro Rossi sin dal 1917 quando, per soddisfare gli impegni con l'aeronautica di Torino, la scuola appaltò la produzione all'Officina stessa.
Nell'immediato dopoguerra, la fabbrica viene notevolmente ampliata creando nuove filiali e succursali in Italia e all'estero, alcune di queste oggi ancora esistenti con nuove ragioni sociali. Le zone interessate dall'espansione Pellizzari sono Montecchio Maggiore, Vicenza, Lonigo, Montebello Vicentino: queste costruzioni hanno costituito la terza forza lavoro di Vicenza (assieme alla famiglia Marzotto di Valdagno e i lanifici di Schio Lanerossi). Dai 600 m² iniziali, tra il 1918 e il 1919 si passò ai 1.500 di superficie produttiva.
Giungono commesse dalla Regia Marina per allestire navi prestigiose civili e militari mentre Giuseppe Pellizzari continua e perfeziona gli impianti di irrigazioni a pioggia che sono premiati alla fiera di Verona e a Roma.
Nel 1923, Giacomo Pellizzari è protagonista di numerose iniziative a carattere sociale dedicate ai dipendenti delle Officine e allo sviluppo del contesto urbano/sociale di Vicenza. Una delle prime iniziative è la costruzione delle case popolari di Arzignano. Successivamente sono istituiti il cinema sociale e una scuola per i dipendenti che saranno impiegati presso l'azienda.
Nel 1926, anni di grandi innovazione nel settore nell'idraulica degli impianti in Italia, le Officine iniziano anche la produzione di nuove pompe con elico-centrifuga.
Nel 1929, Umberto di Savoia è in visita a Vicenza per apprendere il funzionamento degli innovativi impianti di irrigazione di Giuseppe Pellizzari, premiati per l'innovazione tecnologica
Il 1º settembre del 1929 il fratello Giuseppe, muore prematuramente.
Nel 1930 la fabbrica si consolida nella produzione, impiegando 1300 operai specializzati. In cinque stabilimenti a Vicenza si producono macchine elettriche, alternatori, trasformatori, generatori, macchine varie per l'industria, turboventilatori e turbocompressori. Viene creata la Mutua aziendale con visite gratuite dirette ai malati. Si istituisce anche uno spaccio alimentare e una mensa per operai e impiegati per aiutare la popolazione stremata dai recenti avvenimenti bellici.
Nel 1935 l'azienda ammoderna la rete commerciale espandendosi in Cina, Egitto e Manciuria. Prima della guerra, Giacomo avvia la Elettra (poi fabbrica di accumulatori Pellizzari di Montecchio Maggiore, che produce accumulatori per batterie stazionarie per avviamento o trazione, veicoli a trazione elettronica e accumulatori, oggi ancora esistente con diversa ragione sociale) e le Industrie Meccaniche di Lonigo (che producono trapani di precisione. È annessa allo stabilimento una scuola di meccanici per l'alta formazione dei giovani tecnici).
Dal 1940 a 1945, moltissimi operai sono mandati a combattere in guerra: le Officine Pellizzari assumono donne e giovanissimi per continuare la produzione e garantire uno stipendio alle famiglie impiegate, convertendo la produzione in materiale bellico. Antonio Pellizzari rifiuta di andare in guerra e nel 1943, Giacomo, in conflitto con la Repubblica Sociale Italiana, per non essere arrestato per la renitenza militare del figlio, si rifugia in Lombardia, ospite segreto di un amico. Ad Arzignano, nel 1943 si creano numerosi gruppi antitedeschi operai e il giorno 30 marzo 1944 avviene una fucilazione esemplare da parte dei fascisti, a causa di moti aziendali alla Officine. Vengono fucilati quattro operai Pellizzari ai Castelli di Giulietta e Romeo di Montecchio Maggiore.
Nel 1945 Pellizzari cambia la ragione sociale in Società per azioni, di cui lui rimase il maggior azionario, e fonda un nuovo logo. In seguito a questo cambiamento sono accorpati gli stabilimenti di Vicenza, Lonigo e Montebello Vicentino ad Arzignano. Inizia la produzione di raddrizzatori a vapori di mercurio in cassa metallica. Si perfeziona la rete commerciale aprendo due filiali, la Pellizzari Argentina e la Pellizzari Brasiliera a Buenos Ayres e San Paolo, consolidando le esportazioni in Jugoslavia, in Turchia, in Egitto, in India e altri Paesi.
Nel 1951, per l'alluvione nel Polesine, Pellizzari è subito attivo per bonificare la zona. Vengono impiegate 200 pompe con una capacità di pompeggio pari a 500 litri al secondo. Alcune sono tuttora in funzione negli impianti di bonifica di Rovigo.

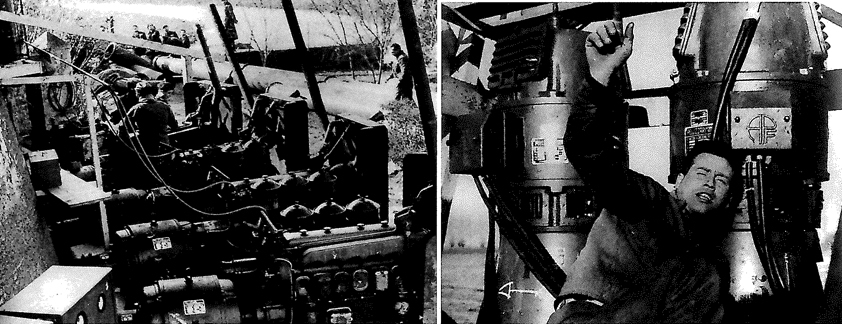
L'aiuto dato durante l'Inondazione causata dal Mare del Nord nel 1953 nei Paesi Bassi

Nel 1953 l'azienda conta 2.800 dipendenti e 5 stabilimenti. Per l'aiuto dato durante l'alluvione nei Paesi Bassi, riceve l'alta onorificenza dalla regina Giuliana, con medaglia dell'ordine di Orange Nassau (era stato istituito il “treno Pellizzari” che partì il 28 febbraio con 150 vigili del fuoco italiani accompagnati personalmente da Antonio Pellizzari). A Giacomo, il Ministero della pubblica istruzione, su proposta del 29 settembre 1952 del Senato Accademico della L'Università di Padova, conferisce il 24 marzo la Laurea honoris causa in Ingegneria Elettrotecnica a riconoscimento dell'evoluzione della tecnica e all'incremento della produzione elettromeccanica nel Paese. Sono a questa data 150.000 le pompe e 800.000 i motori funzionanti in tutto il mondo provenienti da questa azienda.
Giacomo lascia le redini dell'azienda nel 1955 ad Antonio, unico erede. A distanza di pochi anni anche Antonio scompare, a causa di un ictus, nel 1958.
Nel 1961 l'azienda mantiene il nome Pellizzari grazie a un "governo tecnico" che continua la produzione elettrica.
Nel 1958, per qualche mese, è l'ingegnere milanese, Dottor Antonio Cova a guidare l'azienda. Dal novembre dello stesso anno subentra l'Ingegnere Lossa (dal novembre 1958 al 4 luglio dal 1970). Nasce la nuova fonderia di Montorso.
Nel 1963, per il disastro del Vajont, le Officine Pellizzari e gli Alpini di Arzignano collaborano con Enel per una centrale di pompaggio d'urgenza.
Negli anni Settanta, la Società cambia gestione, con un nuovo consiglio di amministrazione.